# Ōno Banboku

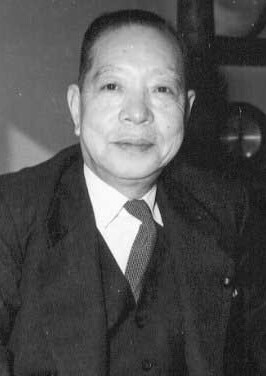
Ōno Banboku

Ōno Banboku (japanisch 大野 伴睦, alternative Romanisierung Bamboku, eigentliche Lesung Ōno Tomochika; geboren 20. September 1890 in Taniai, seit 2003 Yamagata, Gifu; gestorben 29. Mai 1964 in Shinjuku, Tokio) war ein japanischer Politiker, vor und nach dem Zweiten Weltkrieg Mitglied des Repräsentantenhauses aus Gifu und als Führungsmitglied der Liberalen Partei 1955 wesentlich an der Gründung der Liberaldemokratischen Partei (LDP) beteiligt, in der er danach die Ōno-Faktion führte.

## Leben und Wirken
Ōno Banboku engagierte sich jung politisch. So nahm er 1913 an der „Goken Undō“ (護憲運動) teil, an einer Bewegung zum Schutz der Verfassung, und auch an den Hibiya-Unruhen. Er brach sein Studium an der Meiji-Universität ab und trat der „Rikken Seiyūkai“ bei.
1922 wurde Ōno in das Parlament der Stadt Tokio gewählt. Politisch schloss er sich der Faktion von Hatoyama Ichirō an. 1930 wurde er im 1. Wahlkreis Gifu in das Repräsentantenhaus des Reichstags gewählt. Abgesehen davon, dass er bei der Repräsentantenhauswahl 1942 ohne Wahlempfehlung der Taisei Yokusankai antreten musste und abgewählt wurde, wurde er bis zu seinem Tod 13 Mal gewählt.
Nach dem Zweiten Weltkrieg beteiligte sich Ōno 1945 an der Gründung der Liberalen Partei. Er wurde 1947 Generalsekretär, wurde dann aber 1948 im Zusammenhang mit dem „Shōwa-Denkō-Skandal“ festgenommen. Nach seinem Freispruch 1952 kehrte er an die politische Front zurück und wurde im selben Jahr zum Vorsitzenden des Repräsentantenhauses gewählt. Als in den 1950er Jahren die neue Eisenbahn-Hauptlinie „Shinkansen“ geplant wurde, konnte er erreichen, dass seine Heimatpräfektur Gifu und indirekt deren Hauptstadt Gifu mit dem Bahnhof Gifu-Hashima angeschlossen wurde. Zum Dank wurde ihm mit seiner Frau vor dem Bahnhof ein Denkmal errichtet. 1954 war er im fünften Kabinett Yoshida Leiter der Hokkaidō-Entwicklungsbehörde, trat aber bald für den Wechsel in den LP-Parteivorstand zurück.
Ōnos größter politischer Erfolg war, als er 1954 als Vorsitzender des Partei-Ausschusses für Allgemeine Angelegenheiten im Einklang mit Miki Bukichi, dem Vertreter der Demokratischen Partei Japans, die Hoshu Gōdō, also die Vereinigung der beiden Parteien, zu erreichen. Mit der Gründung der Liberaldemokratischen Partei 1955 wurde er einer der vier Co-Präsidenten, bevor Hatoyama nach der Präsidentenwahl 1956 die alleinige Führung übernahm. 1957 wurde er mit einer Geheimabsprache Vizepräsident unter Präsident Kishi Nobusuke, eine Position, die er bis zu seinem Tode innehatte. Er hasste Bürokratie und war typisch für den alten Typ von Parteipolitikern.
In der LDP führte er eine eigene Faktion (formal zunächst 白政会 Hakuseikai, später 睦政会 Hokuseikai), die sich nach seinem Tod in die Mizuta- und Funada-Faktionen spaltete.